# Sebka

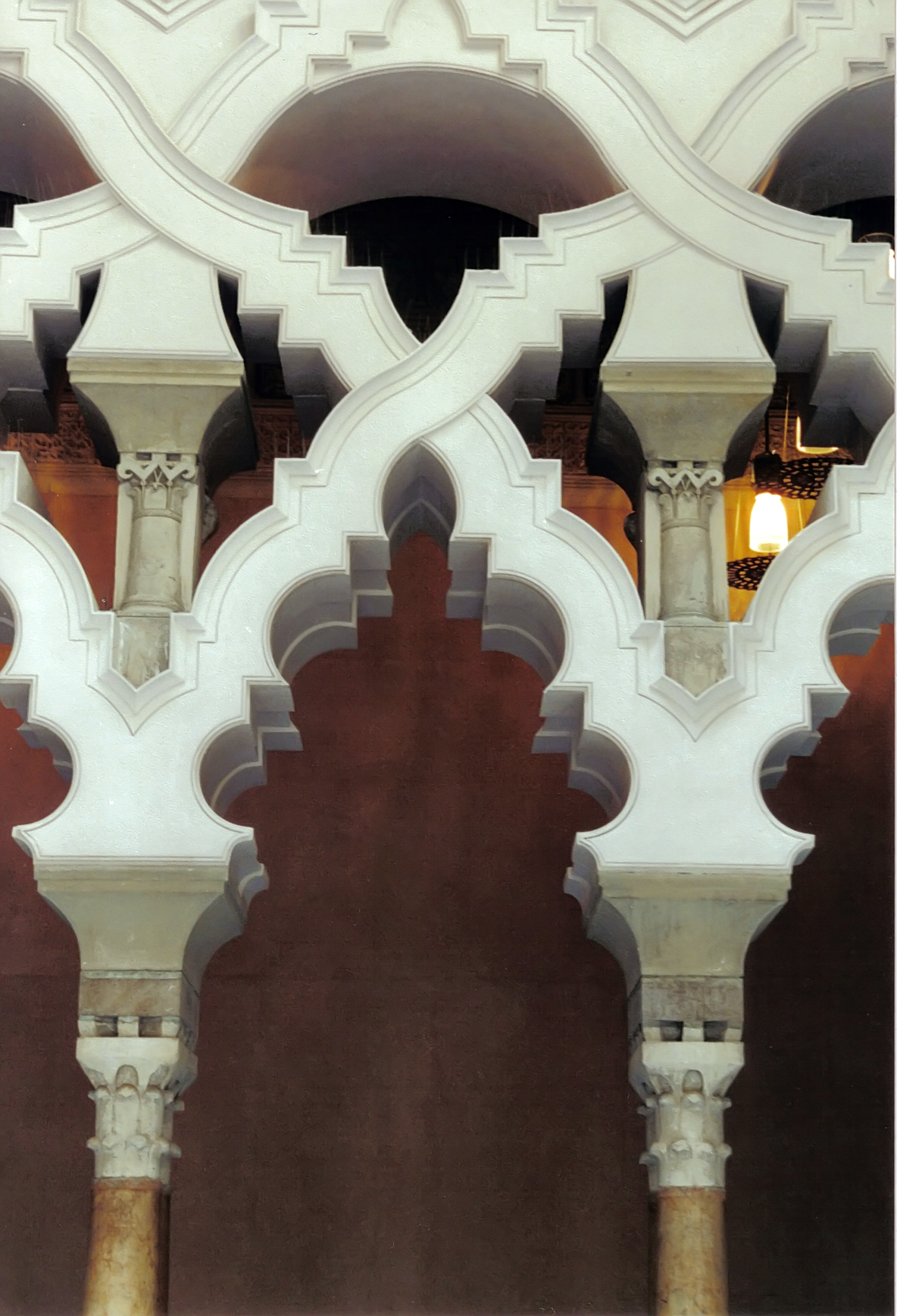
Arc recti-curviligne de l'Aljaferia à l'origine de la sebka.

La sebka est un décor architectural typique des architectures almohade, mudéjare et nasride, consistant en un grand réseau d'arcs recti-curvilignes entrecroisés formant des losanges. Les décors de sebka forment de grands panneaux d'arcatures aveugles surmontant des arcs.

## Origine
La sebka est composée d'arcs recti-curvilignes : l'arc recti-curviligne constitue l'innovation la plus originale de l'architecture des royaumes de Taïfa. Ce type d'arc fait son apparition à l'Aljaferia de Saragosse où il orne l'arcade qui sépare le portique nord du Salon Doré ainsi que certaines faces de la salle de prière octogonale de l'émir.

## La sebka almohade

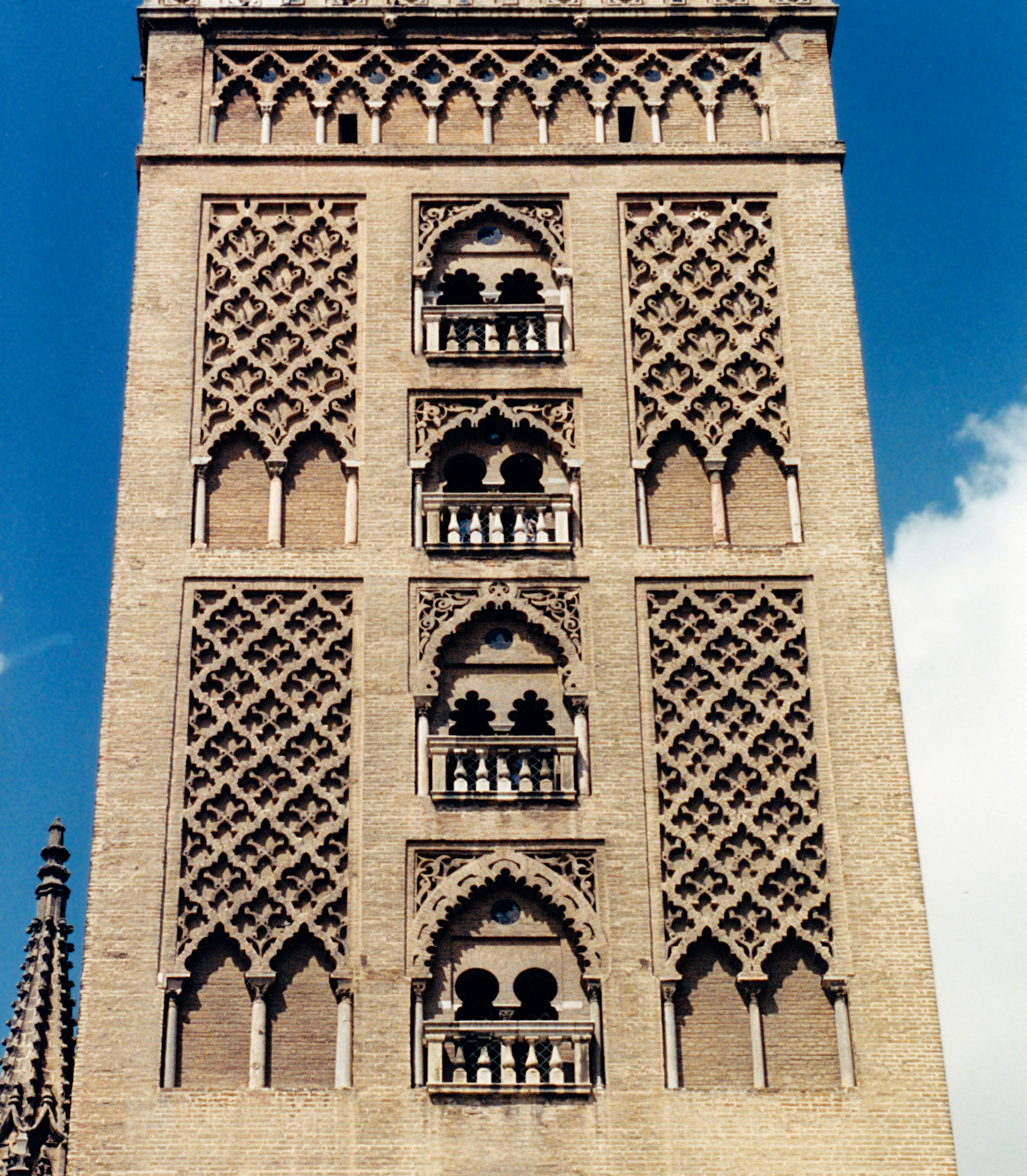
Sebka des niveaux supérieurs de la Giralda.

Les entrelacements d'arcs, exubérants et sophistiqués dans l'architecture omeyyade et dans l'architecture des royaumes de Taïfa, devinrent nettement plus austères et plus géométriques sous la dynastie religieuse des Almohades.
Alors que les entrelacements d'arcs de l'Aljaferia de Saragosse, monument phare de l'architecture des royaumes de Taïfa, combinaient arcs polylobés et arcs recti-curvilignes, l'architecture almohade se limita à des entrelacements d'arcs recti-curvilignes qui prirent le nom de "sebka".
Ces décors de sebka ornent les travées gauche et droite des quatre niveaux supérieurs de la Giralda de Séville, la travée centrale étant ornée d'arcs à lambrequins.
Ils ornent également le Patio del Yeso, situé à l'arrière de l'Alcazar de Séville.

## La sebka nasride
Au XIVe siècle, la sebka surmonte les deux types d'arc les plus typiques de l'architecture nasride : 
- l'arc à muqarnas :
  - cour des Lions de l'Alhambra de Grenade
- l'arc en plein cintre :
  - portique nord de la cour du Mexuar de l'Alhambra
  - portiques de la cour des Myrtes de l'Alhambra
  - portiques du Generalife de Grenade

|  |  |  |

## La sebka mudéjare
La sebka fut également reprise par l'architecture mudéjare.
On en trouve deux exemples à l'Alcazar de Séville :
- la façade du palais de Pierre Ier situé au sein de l'Alcazar de Séville présente une entrée flanquée de deux arcs à lambrequins sous sebka
- le Patio de la Doncellas est orné de grands arcs polylobés brisés sous sebka

|  |  |